# Білоскелюватська сільська рада
Білоскелюватська сільська рада — сільська рада у Краснодонському районі Луганської області з адміністративним центром у селі Білоскелювате.
Сільській раді підпорядковані також села Габун, Дружне, Липове і Радісне.
Адреса сільської ради: 94463, Луганська обл., Краснодонський р-н, с. Білоскелювате, вул. Шкільна, 4.

## Населені пункти
Населені пункти, що відносяться до Білоскелюватської сільської ради.
| № | Назва         | Тип  | Рік заснування | Площа км² | Населення (2001), ос. |
| - | ------------- | ---- | -------------- | --------- | --------------------- |
| 1 | Білоскелювате | село | 1906           | 1,69      | 712                   |
| 2 | Габун         | село | 1951           | 1,3       | 53                    |
| 3 | Дружне        | село | 1967           | 2,5       | 429                   |
| 4 | Липове        | село | 1951           | 1,7       | 105                   |
| 5 | Радісне       | село | 1901           | 1,4       | 92                    |